# Vlag van Loon op Zand

vlag van de gemeente Loon op Zand

De vlag van Loon op Zand is op 6 juni 1968 vastgesteld als de gemeentelijke vlag van de Noord-Brabantse gemeente Loon op Zand. De vlag kan als volgt worden beschreven:
Twee even hoge banen, ieder onderverdeeld in vijf banen met een hoogteverhouding  2:1:1:1:1:1:2, de bovenste baan met wit en zwart en de onderste baan met geel en rood.
Sommigen willen in de kleuren van de vlag wit en geel een verband zien met de pauselijke kleuren geel en wit. Anderen veronderstellen dat zij wijzen op de vroegere bekendheid van Loon op Zand als vestigingsplaats van een missiehuis. Deze opvattingen zijn vermoedelijk niet juist. De vlag is een vertaling van het gemeentewapen. De wapenstukken zijn vertaald naar rode en zwarte lijnen: drie zwarte lijnen in een witte baan voor de drie hamers in het schildhoofd, drie rode lijnen in een gele baan voor de drie hoorns op het schild.
Volgens Klaes Sierksma was een vlag voor de gemeente in 1962 "in voorbereiding".

## Verwante afbeeldingen

Wapen van Loon op Zand
Defileervlag 1935

Alphen-Chaam · Altena · Asten · Baarle-Nassau · Bergeijk · Bergen op Zoom · Bernheze · Best · Bladel · Boekel · Boxtel · Breda · Cranendonck · Deurne · Dongen · Drimmelen · Eersel · Eindhoven · Etten-Leur · Geertruidenberg · Geldrop-Mierlo · Gemert-Bakel · Gilze en Rijen · Goirle · Halderberge · Heeze-Leende · Helmond · 's-Hertogenbosch · Heusden · Hilvarenbeek · Laarbeek · Land van Cuijk · Loon op Zand · Maashorst · Meierijstad · Moerdijk · Nuenen, Gerwen en Nederwetten · Oirschot · Oisterwijk · Oosterhout · Oss · Reusel-De Mierden · Roosendaal · Rucphen · Sint-Michielsgestel · Someren · Son en Breugel · Steenbergen · Tilburg · Valkenswaard · Veldhoven · Vught · Waalre · Waalwijk · Woensdrecht · Zundert